# Edward Díaz
Edward Díaz – wenezuelski zapaśnik w stylu klasycznym. Brązowy medalista mistrzostw panamerykańskich w 2001 i 2003. Triumfator igrzysk Ameryki Południowej w 1998 roku.